# Stazione di Biancavilla Pozzillo
La stazione di Biancavilla Pozzillo è una stazione ferroviaria posta sulla Ferrovia Circumetnea. Serve la località di Pozzillo, nel territorio comunale di Biancavilla.

## Storia
Nell'ambito del progetto di ammodernamento della tratta ferroviaria Paternò-Adrano, nel 2009 furono avviati i lavori di costruzione delle nuove stazioni di Santa Maria di Licodia Sud, Santa Maria di Licodia Centro (che a sua volta sostituì la stazione in superficie), Adrano Cappellone (che a sua volta sostituì la stazione in superficie), Adrano Centro (che a sua volta sostitui la stazione in superficie), Adrano Naviccia e Adrano Nord; e successivamente anche le quattro nuove stazioni di Biancavilla, fra cui Biancavilla Pozzillo.
La stazione entrò ufficialmente in esercizio il 29 luglio 2015, sostituendo la vecchia tratta di Biancavilla, e con essa, anche le due vecchie stazioni.
Questa stazione venne costruita con la predisposizione ad uso metropolitano, poiché nell'ambito dell'ampliamento delle rete ferroviaria della metropolitana di Catania è previsto che quest'ultima arrivi sino alla stazione di Adrano Nord, passando attraverso le stazioni interrate di nuova costruzione, fra cui questa.

## Strutture e impianti
Il fascio binari viaggiatori è costituito da due binari muniti di ampio marciapiede laterale ed è completamente coperto da una grande tettoia trasparente con struttura in acciaio e lastre di policarbonato. I binari di servizio sono muniti di segnali di partenza distinti per binario e di segnali bassi; gli enti di stazione sono governati da un apparato ACEI. Il binario di raddoppio è dotato di tronchini alle due estremità che ne realizzano l'indipendenza dal binario di corsa.

## Servizi
La stazione è dotata di:
- Servizio di video sorveglianza.